# Ordre de bataille confédéré de l'expédition de Camden
L'ordre de bataille confédéré de l'expédition de Camden présente les unités de l'armée confédérée et les commandants qui ont combattu lors de l'expédition de Camden au cours de la guerre de Sécession. L'ordre de bataille est établi à partir de l'organisation de l'armée pendant la campagne,. L'ordre de bataille unioniste est donné séparément.

## Abréviations utilisées

### Grade militaire
- Général
- Major général
- Brigadier général
- Colonel
- Lieutenant-colonel
- Commandant
- Capitaine
- Premier lieutenant

### Autre
- (b) = blessé
- mb = mortellement blessé
- † = tué
- (PDG) = capturé

## Forces confédérées
Général Edmund Kirby Smith, Commandant

### District de l'Arkansas
Major général Sterling Price
Escorte :
- 14th Missouri Battalion

| Division                                                               | Brigade                                                       | Régiments et autres |
| ---------------------------------------------------------------------- | ------------------------------------------------------------- | --- |
| Division de cavalerie de Fagan Brigadier général James Fleming Fagan   | Brigade de Cabell Brigadier général William Lewis Cabell (en) | - 1st Arkansas Cavalry : Colonel James C. Monroe - 2nd Arkansas Cavalry : Colonel T. J. Morgan - 4th Arkansas Cavalry (en) : Colonel A. Gordon - 7th Arkansas Cavalry (en) : Colonel John F. Hill - Bataillon de cavalerie de l'Arkansas de Gunter : Lieutenant-colonel Thomas M. Gunter - Batterie de l'Arkansas de Blocher (en)                                                                                    |
| Division de cavalerie de Fagan Brigadier général James Fleming Fagan   | Brigade de Dockery Brigadier général Thomas Pleasant Dockery  | - 18th Arkansas Infantry Regiment (Carroll) (en) : Colonel Robert Hamilton Crockett - 19th and 15th Consolidated Infantry (en) : Lieutenant-colonel H. G. P. Williams - 20th Arkansas Infantry Regiment (en) : Colonel Daniel W. Jones - 12th Arkansas Infantry Battalion (tireurs d'élite) : Commandant William F. Rapley                                                                                           |
| Division de cavalerie de Fagan Brigadier général James Fleming Fagan   | Brigade de Crawford Colonel William A. Crawford               | - 2nd Arkansas Cavalry Regiment (Slemons) (en) : Capitaine O.B. Tebbs - 1st Arkansas Cavalry Regiment : Colonel William A. Crawford - 12th Arkansas Cavalry Regiment (en) : Colonel John Crowell Wright - 11th Arkansas Infantry Regiment (en) : Commandant James T. Poe - 2nd Arkansas Cavalry Regiment (en) : Commandant Elisha L. McMurtrey - Batterie de l'Arkansas de Hughey (en) : Capitaine William M. Hughey |
| Division de cavalerie de Marmaduke Brigadier général John S. Marmaduke | Brigade de Greene Colonel Colton Greene                       | - 3rd Missouri : Lieutenant-colonel L. A. Campbell - 4th Missouri : Lieutenant-colonel William J. Preston - 7th Missouri : Colonel Solomon G. Kitchen - 8th Missouri : Colonel William L. Jeffers - 10th Missouri : Colonel Robert R. Lawther - Batterie du Missouri de Harris : Capitaine S. S. Harris |
| Division de cavalerie de Marmaduke Brigadier général John S. Marmaduke | Brigade de Shelby Brigadier général Joseph O. Shelby          | - 1st Missouri Battalion : Commandant Benjamin Elliott - 5th Missouri : Colonel B. Frank Gordon - 11th Missouri : Colonel M. W. Smith - 12th Missouri : Colonel David Shanks - Hunter's Regiment : Colonel De Witt C. Hunter - Batterie du Missouri de Collins : Capitaine Richard A. Collins |
| Division de cavalerie de Maxey Brigadier général Samuel B. Maxey       | Brigade de Gano Colonel Charles DeMorse                       | - 29th Texas : Commandant J. A. Carroll - 30th Texas : Lieutenant-colonel N. W. Battle - 31st Texas : Commandant Michael Looscan - Compagnie de Welch : Premier lieutenant Frank M. Gano - Batterie du Texas de Krumbhaar : Capitaine W. Butler Krumbhaar |
| Division de cavalerie de Maxey Brigadier général Samuel B. Maxey       | Brigade Choctaw Colonel Tandy Walker                          | - 1st Regiment : Lieutenant-colonel James Riley - 2nd Regiment : Colonel Simpson W. Folsom |
| Division de Walkers Major général John George Walker (b)               | Brigade de Waul Brigadier général Thomas N. Waul              | - 8th Texas : - - 18th Texas : - - 22nd Texas : - - 13th Texas Cavalry (démonté) : - |
| Division de Walkers Major général John George Walker (b)               | Brigade de Scurry Brigadier général William Read Scurry (†)   | - 3rd Texas : - - 16th Texas : - - 17th Texas : - - 19th Texas : - - 16th Texas Cavalry (démonté) : - |
| Division de Walkers Major général John George Walker (b)               | Brigade de Randal Colonel Horace Randal (†)                   | - 11th Texas: - - 14th Texas: - - 28th Texas Cavalry (démonté): - - Bataillon de Gould : - |
| Division de l'Arkansas Brigadier général Thomas James Churchill        | Brigade de Tappan Brigadier général James Camp Tappan         | - Hardy's Arkansas Infantry : Lieutenant-colonel William R. Hardy - 24th Arkansas Infantry Regiment : Lieutenant-colonel William R. Hardy - 27th/38th Arkansas Infantry : Colonel R. G. Shaver - 38th Arkansas Infantry Regiment : Colonel R. G. Shaver - 33rd Arkansas Infantry : Colonel H. L. Grinsted |
| Division de l'Arkansas Brigadier général Thomas James Churchill        | Brigade de Gause Colonel Lucien C. Gause                      | - 26th Arkansas Infantry : Lieutenant-colonel Iverson L. Brooks - 32nd Arkansas Infantry : Lieutenant-colonel William Hicks - 36th Arkansas Infantry : Colonel James M. Davie |
| Division de l'Arkansas Brigadier général Thomas James Churchill        | Brigade de Hawthorn Brigadier général Aexander T. Hawthorn    | - 34th Arkansas Infantry : - - 35th Arkansas Infantry : - - 37th Arkansas Infantry : - - Cocke's Arkansas Infantry : Colonel John B. Cocke (†) |
| Division du Missouri Brigadier général Mosby M. Parsons                | Première brigade Brigadier général John Bullock Clark, Jr.    | - 8th Missouri : Colonel Charles S. Mitchell - 9th Missouri : Colonel R. H. Musser - Bataillon du Missouri de Ruffner : Capitaine Samuel T. Ruffner |
| Division du Missouri Brigadier général Mosby M. Parsons                | Deuxième brigade Colonel Simon P. Burns                       | - 10th Missouri Infantry : Colonel William M. Moore - 11th Missouri : Lieutenant-colonel Thomas H. Murray - 12th Missouri : Colonel Willis M. Ponder - 16th Missouri : Lieutenant-colonel P. W. H. Cumming - Neuvième bataillon de tireurs d'élite du Missouri : Commandant L. A. Pindall - Batterie du Missouri de Lesueur : Capitaine A. A. Lesueur                                                                |